# Мерджеві
Мерджеві (груз. მერჯევი) — село в Грузії.
За даними перепису населення 2014 року в селі проживає 1449 осіб.